# Beauty, Love, Anything
Beauty, Love, Anything — четвёртый сольный студийный музыкальный альбом шведской инди-поп певицы Хелены Юсефссон. Альбом был выпущен 15 марта 2019 года.

## История записи
Альбом записывался с октября 2016 года по сентябрь 2018 года в студии шведского продюсера и гитариста Roxette Кристофера Лундквиста в Валларуме, лен Сконе. Единственная песня «All the Blue» записывалась в студии «Farozon» в Мальмё, где проживает сама Юсефссон и Магнус Бёрьесон, ставший соавтором этой композиции. Сведение альбома происходило в студии «CRP-mastering» в Стокгольме.
Некоторые песни, такие как «Beauty, Love, Anything», «Bury You Alive», «If you can’t sleep» исполнялись ещё до выхода альбома на совместном концерте Юсефссон и Кристофера Лундквиста в апреле 2018 года.
Автором фотографий для обложки, а также автором дизайна альбом стал Мартин Юсефссон, супруг певицы.

### Концерт
За день до выхода альбома в Victoriateatern в Мальмё прошёл концерт, на котором Хелена Юсефссон представила альбом. В двух отделениях были исполнены все 8 песен с пластинки, а также три дополнительные песни: кавер на песню Depeche Mode «Enjoy the Silence», «Greensleeves» и собственная песня Юсефссон из её дебютного альбома «Dynamo» (2007) — «Waterlilly Love».

#### Музыканты на концерте
- Хелена Юсефссон — вокал, рояль, перкуссия
- Бо Хокансон — ударные, перкуссия
- Оскар Юханссон — клавишные, рояль
- Ханна Экстрём — бэк-вокал
- Магнус Бёрьесон — клавишные, бас

## Формат
- цифровая дистрибуция
- 2-LP на белом виниле, 250 копий

## Музыканты
- Хелена Юсефссон — вокал, рояль
- Кристофер Лундквист — сведение, гитара, драм-машина
- Оскар Юханссон — клавишные
- Джон Веника — клавишные
- Элизабет Годфеллоу — ударные, перкуссия
- Мириам Спейер — бас
- Каролин Леандер — аккордеон
- Герда Холмквист — виолончель
- Йоахим Линдберг — креативный техник звукозаписи
- Матиас Ольден — креативный техник звукозаписи

Продюсерами альбома: Хелена Юсефссон, Кристофер Лундквист и Магнус Бёрьесон (только для «All the Blue»).

## Список песен

### На виниловой пластинке
Сторона А:
1. Beauty, Love, Anything (4:11)
2. Moonlight (4:43)
3. Dreamy (5:00)
4. Indigo (då var jag hos dej) (8:04)

Сторона В:
1. All the Blue (3:23)
2. If you can’t Sleep (4:13)
3. Enjoy Yourself (3:20)
4. Bury You Alive (9:51)

### Цифровая дистрибуция
1. Beauty, Love, Anything (4:11)
2. Moonlight (4:43) — соавтором песни является Мартин Юсефссон, супруг певицы
3. All the Blue (3:23) — соавтором песни является Магнус Бёрьесон
4. On the Inside (5:30)
5. Michael (4:10)
6. Dreamy (5:00)
7. Indigo (då var jag hos dej) (8:03)
8. If you can’t sleep (4:13)
9. Enjoy Yourself (3:20)
10. Det förtrollade köket (The enchanted kitchen) (5:20)
11. Bury You Alive (9:50)

Песни «On the Inside», «Michael» и «Det förtrollade köket (The enchanted kitchen)» не были записаны на виниле и доступны только для покупки в форме цифровой дистрибуции.

## Синглы
- Первый сингл «Michael» был выпущен 31 августа 2018 года в форме цифровой дистрибуции. Песня была написана на шведском языке и не была записана на виниловую пластинку, а доступна только в цифровой версии альбома. Она посвящена американскому исполнителю Майклу Джексону, поклонницей которого является Юсефссон. На песню был также записан официальный ремикс: «Michael (Voz Vibrante Remix)». Позже певица записала акустическую версию песни, которую исполнила на рояле своей бабушки (видео).
- Второй сингл «All the Blue» вышел 22 февраля 2019 года.
- Третий сингл «Enjoy Yourself» вышел 3 мая 2019 года.

Внеальбомный сингл «Greensleeves» планируется к выходу 9 августа 2019. Эта песня не записана в настоящем альбоме, однако кавер на неё Юсефссон исполнила на релизном концерте в Мальмё и решила выпустить песню отдельным синглом.

## Отзывы критиков
- Обозреватель шведской газеты «Göteborgs-Posten» Юхан Линдквист публикует рецензию на альбом за сутки до официальной даты релиза. Обозреватель пишет, что «песни в альбоме ломают консервативные представления о том, как должна выглядеть песня в стиле поп»[3].
- Хокан Энгстрём, обозреватель южношведской газеты «Sydsvenskan» в своей рецензии отмечает, что все самые прекрасные стороны таланта Юсефссон проявляются, когда она выходит из тени Пера Гессле[4].

## События после выхода альбома
После выхода альбома в марте, Хелена Юсефссон дала ещё один концерт в небольшом посёлке Симрис (швед. Simris) на юго-востоке Швеции. Концерт состоялся 23 июля 2019 года в галерее Томаса Валльнера в рамках целой серии концертов независимых музыкантов «Kulturfestival hos Wallners i sommar» (Культурный фестиваль у Валльнера летом). Кроме Юсефссон в рамках мероприятия выступили шведский пианист Ханс Полссон и шведская физик Бодил Йёнссон с лекцией о времени.